# نسبة سرعة طرف الريشة
 نسبة سرعة طرف الريشة (بالإنجليزية: TSR, λ)‏ وهي نسبة خاصة في توربيات الرياح وهي النسبة ما بين سرعة طرف الريشة والسرعة الفعلية للهواء. تتغير النسبة من توربين لآخر حسب اختلاف تصميم العنفات، كلما زادت النسبة زاد مستوى الضجيج الصادر عن التوربين. لنسبة سرعة طرف الريشة أهمية كبيرة في تحديد فعالية وجدوى توربينات الرياح. 
{\displaystyle \lambda ={\frac {\mbox{Tip speed of blade}}{\mbox{Wind speed}}}}
نفرض أن سرعة طرف الريشة (Tip Speed) تساوي حاصل ضرب {\displaystyle \omega } في R، حيث أن {\displaystyle \omega } هي سرعة دوران الجزء الدوار وتكون بـ راديان/ثانية، R هي نصف قطر الجزء الدوار. وبالتالي تصبح المعادلة على الشكل التالي: 
{\displaystyle \lambda ={\frac {\omega {\text{R}}}{v}}}       ، حيث أن v هي سرعة الرياح متر/ثانية.

## منحنيات (λ, Cp)
معامل القدرة Cp وهو يبين كمية الطاقة التي يستخرجها التوربين من الهواء ويكون حاصل ضرب λ في مقدار زاوية انحناء الشفرات (pitch angle)، الرسم البياني التالي يوضح العلاقة مابين λ و معامل القدرة Cp.